# Ornithogalum naviculum
Ornithogalum naviculum là một loài thực vật có hoa trong họ Măng tây. Loài này được W.F.Barker ex Oberm. mô tả khoa học đầu tiên năm 1978.